# Diftin sintaza
Diftin sintaza (EC 2.1.1.98, S-adenozil--metionin:elongacioni faktor 2 metiltransferaza, diftinska metiltransferaza) je enzim sa sistematskim imenom S-adenozil--metionin:2-(3-karboksi-3-aminopropil)--histidin metiltransferaza. Ovaj enzim katalizuje sledeću hemijsku reakciju
-adenozil--metionin + 2-(3-karboksi-3-aminopropil)--histidin {\displaystyle \rightleftharpoons } -adenozil-L-homocistein + 2-[3-karboksi-3-(metilamonio)propil]--histidin
2-[3-karboksi-3-(metilamonijum)propil]--histidin i korespondirajuća dimetil jedinjenja mogu takođe da deluju kao akceptori.

## Literatura
- Nicholas C. Price; Lewis Stevens (1999). Fundamentals of Enzymology: The Cell and Molecular Biology of Catalytic Proteins (Third изд.). USA: Oxford University Press. ISBN 019850229X.
- Eric J. Toone (2006). Advances in Enzymology and Related Areas of Molecular Biology, Protein Evolution (Volume 75 изд.). Wiley-Interscience. ISBN 0471205036.
- Branden C; Tooze J. Introduction to Protein Structure. New York, NY: Garland Publishing. ISBN 0-8153-2305-0.
- Irwin H. Segel. Enzyme Kinetics: Behavior and Analysis of Rapid Equilibrium and Steady-State Enzyme Systems (Book 44 изд.). Wiley Classics Library. ISBN 0471303097.

## Spoljašnje veze
- Diphthine+synthase на 